# Bernard Richard
Pour l’article homonyme, voir Bernard Richard (cyclisme).
Bernard Richard, né le 11 avril 1951 à Toronto en Ontario, est un avocat, travailleur social et homme politique canadien.

## Biographie

### Origines et famille
Bernard Richard est né le 11 avril 1951 à Toronto, en Ontario. Son père est Joseph Richard et sa mère est Yvonne Goguen. Il grandit à Cap-Pelé, au sud-est du Nouveau-Brunswick. Il étudie au CCNB-Bathurst puis à l'Université de Moncton, où il obtient un baccalauréat en arts. Il fréquente ensuite l'Université du Nouveau-Brunswick, où il obtient un baccalauréat en droit. Il épouse Annie Duguay le 26 mars 1971 et le couple a quatre enfants.

### Politique municipale
Membre du Parti acadien, il tente de se faire élire dans la circonscription provinciale de Shédiac durant l'élection générale néo-brunswickoise de 1974, sans succès. Il est conseiller municipal du village de Cap-Pelé durant plusieurs années, avant de devenir maire par intérim. Il est aussi commissaire scolaire. Il retourne en politique provinciale durant l'élection générale néo-brunswickoise de 1991, cette fois sous la bannière libérale. Il est élu pour représenter la circonscription de Shédiac-Cap-Pelé.

### Politique provinciale
Il est réélu dans la même circonscription en 1995 et est nommé au Conseil exécutif du Nouveau-Brunswick, dans le gouvernement de Frank McKenna. Il est d'abord Ministre d'État aux Affaires intergouvernementales et amérindiennes jusqu'en 1997, le seul à avoir jamais occupé ce poste. Il devient ministre de l'Éducation et ministre de la Justice et Procureur général la même année. Il reste ministre de l'Éducation dans le gouvernement de Ray Frenette en 1997. Il quitte le conseil en 1998, se portant candidat à la chefferie du Parti libéral. Bien qu'il ne soit pas élu, le Premier ministre Camille Thériault le nomme à nouveau ministre de l'Éducation, poste qu'il conserve jusqu'en 1999.
Bernard Richard est réélu dans la circonscription de Shédiac-Cap-Pelé durant l'élection générale de 1999, obtenant la plus forte majorité de tous les candidats, même si son parti ressort affaibli de l'élection. Lorsque Camille Thériault démissionne de son poste de chef du Parti libéral en 2001, Bernard Richard devient chef par intérim et du même coup chef de l'Opposition. Lorsque Shawn Graham est élu chef du parti en 2002, Bernard Richard est nommé leader parlementaire et critique des finances. Il maintient ces postes clés à la suite de sa victoire durant l'élection générale de 2003.
Il est nommé le sixième ombudsman du Nouveau-Brunswick le 3 janvier 2004. Il préside le Forum canadien des ombudsmans depuis mai 2005, un organisme qui regroupe des ombudsmans des secteurs public, universitaire et privé. Il est aussi vice-président de l'Association des Ombudsmans et Médiateurs de la Francophonie depuis novembre 2005.
Il est nommé à l’Ordre du Canada en 2024.